# TiVulandia 3
TiVulandia 3 è una raccolta di sigle dei cartoni animati del 1994, ristampa su CD della celebre collana omonima degli anni 80.
L'album, pubblicato a distanza di dieci anni esatti dall'ultimo LP conclusivo della serie, è il terzo di cinque ristampe (tra il 1994 ed il 2003) delle sigle più famose degli anime giapponesi trasmessi dalle reti Rai e syndication, negli anni 80, generando in qualche modo, una sorta di riscoperta e di revival del genere.
La track list non rispecchia la stessa della versione in vinile ma, include molte sigle mai stampate su CD fino a quel momento, tra cui anche le sigle dei tre programmi dedicati ai bambini, condotti da Sonia Cerola sul canale regionale Super 3.
Il CD è stato ristampato nel 2000 come parte della Linea Kids, con l'aggiunta della versione strumentale della sigla "Daikengo.
È stata pubblicata anche una versione di questo CD per la Yamato Video, con copertina diversa ma identica scaletta e numero di catalogo.

## Tracce
1. Quando vorresti un'amica (testo: Lucio Macchiarella – musica: Olimpio Petrossi, Stefano Cenci)
2. L'Ora della buonanotte (testo: Lucio Macchiarella – musica: Olimpio Petrossi, Stefano Cenci)
3. La banda dei duri teneri (testo: Lucio Macchiarella, Olimpio Petrossi – musica: Olimpio Petrossi, Stefano Cenci)
4. Nino il mio amico ninja (testo: Riccardo Zara – musica: Riccardo Zara)
5. Mademoiselle Anne (testo: Mitzi Amoroso, Silvio Pozzoli – musica: Silvio Pozzoli, Massimo Spinosa)
6. Lupin (testo: Franco Migliacci – musica: Franco Micalizzi)
7. Ransie la Strega (testo: Riccardo Zara – musica: Riccardo Zara)
8. Grand Prix e il campionissimo (testo: Franco Migliacci – musica: Vito Tommaso)
9. Starzinger (testo: Akira Itō, Giancarlo Balestra – musica: Shunsuke Kikuchi)
10. Conan (testo: Lucio Macchiarella – musica: Massimo Buzzi)
11. L'uomo tigre (testo: Riccardo Zara – musica: Riccardo Zara)
12. Gordian (testo: Lucio Macchiarella – musica: Franco Micalizzi)
13. Calendar Men (testo: Riccardo Zara – musica: Riccardo Zara)
14. Godam (testo: Riccardo Zara – musica: Riccardo Zara)
15. L'isola del tesoro (testo: Stefano Jurgens – musica: Fabio Massimo Cantini)
16. Cybernella (testo: Carla Vistarini – musica: Fabio Massimo Cantini, Luigi Lopez)
17. Il mago pancione Etccì (testo: Lucio Macchiarella – musica: Flavio Carraresi)

## Interpreti
- Sonia Cerola (1-2-3)
- I Cavalieri del Re (4-7-11-13-14)
- Georgia Lepore (10)
- Castellina Pasi (6)
- I Vianella (16)
- Le Mele Verdi (5)
- Superobots (8-9-12)
- Andrea e Sabrina (17)
- Lino Toffolo e Fabiana (16)
- Nico Fidenco (9)